# بابی لیوینگستون (دوچرخه‌سوار)
بابی لیوینگستون (انگلیسی: Bobby Livingston؛ زادهٔ ۱۰ فوریهٔ ۱۹۶۵) دوچرخه‌سوار اهل ایالات متحده آمریکا است. وی در بازی‌های المپیک تابستانی ۱۹۸۸ شرکت کرده است.